# Шуазёль, Клод Антуан Габриэль де
Клод Антуан Габриэль Шуазёль-Стенвиль (фр. Claude-Antoine-Gabriel de Choiseul; 26 августа 1760, Люневиль — 1 декабря 1838 Париж) — роялист, французский политический и военный деятель, великий командор Верховного совета Франции.

## Биография
Он был воспитан в Шантлу под присмотром своего двоюродного дяди герцога Этьена Франсуа де Шуазёль, у которого не было своих детей.
Когда вспыхнула французская революция, Габриэль де Шуазёль был полковником драгунского полка, и в течение долгого периода он оставался легитимистом. Шуазёль-Стенвиль принял участие в попытке короля Людовика XVI бежать из Парижа 20 июня 1791 года, но был арестован вместе с королём и заключён в тюрьму. Освобождён через год, в мае 1792 года, после чего, в октябре того же года, бежал из Франции и воевал в армии эмигрантов Луи Жозефа де Бурбона, принца Конде против Французской республики.
Был взят в плен в 1795 году, и был заключён в тюрьму в Дюнкерке. Совершив побег из тюрьмы отправился в Индию, но потерпел кораблекрушение у побережья Франции. Снова был арестован и приговорён к смертной казни по указу Директории. Тем не менее, ему посчастливилось бежать ещё раз.
Наполеон Бонапарт разрешил ему вернуться во Францию в 1801 году. По возвращении он не участвовал в политике и занимался своей личной жизнью, вплоть до падения Первой Французской Империи в 1815 году.
После реставрации Бурбонов он был призван в новую Палату Пэров королём Людовиком XVIII.
Во время революции 1830 года был назначен членом временного правительства. После этого он получил от Луи-Филиппа должность помощника-адъютанта короля и губернатора Лувра.
Он умер в Париже восемь лет спустя.

### Великий командор
Был масоном как и многие его современники, вошёл в историю масонства тем, что был великим командором Верховного совета Франции и пребывал на этой должности 13 лет, с 1825 года и до своей смерти — 1 декабря 1838 года.